# Силла, Мамаду
Мамаду Силла Диалло (фр. Mamadou Sylla Diallo; 20 марта 1994, Кедугу) — сенегальский футболист, нападающий испанского клуба «Реал Вальядолид».

## Карьера
Силла родился в Кедугу, Сенегал, переехал в Испанию в 2004 году. В 2004 году в 10-летнем возрасте поступил в академию «Барселоны». После окончания академии Силла играл за молодёжные команды «Матаро» и «Эспаньола», а в 2013 году пробился в резервную команду «Эспаньола» (Сегунда В).
27 марта 2015 года Силла был отправлен в аренду в «Расинг» на замену травмировавшемуся нападающему Мамаду Коне. Первый матч на профессиональном уровне он сыграл 5 апреля, начав в старте домашнюю игру против «Льягостеры» (0:2).
Шесть дней спустя Силла забил свой первый профессиональный гол, принеся на последних минутах победу «Расингу» над «Мальоркой». Всего в 11 матчах за «Расинг» Силла забил 3 гола, но это не спасло команду от вылета.
В Примере Силла дебютировал 27 сентября 2015 года, выйдя за «Эспаньол» на замену вместо Виктора Санчеса в проигранной 0:3 игре против «Депортиво Ла-Корунья».
В мае 2017 года перешёл в бельгийский «Гент», подписав с клубом четырёхлетний контракт.